# Јеврејско гробље у Новом Пазару
43° 08′ 47″ С; 20° 30′ 26″ И / 43.1462592° С; 20.5072096° И
Јеврејско гробље у Новом Пазару представља један од неколико сачуваних трагова материјалне културе Јевреја који се у ове крајеве доселили из Сарајева. Јеврејска заједница постојала је у Новом Пазару око 300 година, све до Другог светског рата. Налази се у новопазарском насељу Поток Махала. Представља непокретно културно добро. У централни регистар је као споменик културе уписано 1992. године.

## Историја
У Новом Пазару је око 300 година у континуитету постојала Сефардска заједница. До Другог светског рата и немачке окупације у Новом Пазару живело је око 300 Јевреја, који су чинили значајан део становништва овог града. У некадашњој Поток Махали имали су гробље са капелом. Током рата над Јеврејима је вршен геноцид и тада је ликвидирана комплетна новопазарска заједница Јевреја. После рата остало је само гробље, које је у највећој мери пострадало. Гробље није више коришћено, нити на одговарајући начин одржавано.

### Историја Јевреја у Новом Пазару
Први записи о животу Јевреја у Новом Пазару датирају из 1776. године. Подаци говоре да су били Сефарди и да су у ове крајеве дошли из Сарајева. Путописац Русо забележио је да их је 1866. године овде живело око 200. 
Најбогатији био је Самуел Конфорти познатији као Сумбулико. Био је трговац и банкар. Основао је Новопазарску банку, која је у народу била позната под именом Јеврејска банка. Његова кућа налазила се у центру града, а поред ње била је синагога, која је била центар религиозног, образовног и друштвеног живота Јевреја.
Упоредо са изградњом синагоге изграђен је и мост на реци Рашки, који је повезивао Тијесну чаршију у центру града са садашњом Старом чаршијом. За време Другог светског рата немачка полиција прво је демолирала синагогу. Тада су спалили и бацили у реку Рашку матичне књиге рођених, венчаних и умрлих и целокупну архиву Јеврејске општине, а намештај су пренели у своје просторије. 
Јеврејску имовину у Новом Пазару за време тог рата користили су албански органи власти, који су у синагогу сместили избеглице из Босне.После Другог светског рата синагогу и зграду јеврјеске општине, користиле су нове власти као зграду полиције, а касније је Угоститељско предузеће „Липа” те просторије користило као вешерај. Године 1979. Нови Пазар је захватила велика поплава и зграда синагоге је нестала. Новопазарац Јонуз Шкријељ је 2020. покренуо иницијативу да се у овом граду обнови синагога, како би испунио последњу жељу своје мајке, чије су школске другарице, пријатељице и њихове породице убијене у концентрационом логору.

## О гробљу
Гробље заузима простор од 18,26 ара. На њему се може идентификовати тек 15–20 надгробних споменика, већи број палих или њихових делова од којих многи садрже натписе или декоративне стилске елементе.
Гробље је деценијама био на мети приватних инвеститора, ради изградње кућа и померања граница гробља. Године 2017. покренута је иницијатива за обнову гробља, коју су прихватиле локалне и републичке власти. Простор је сада потпуно уређен и обновљен. Локација је  ограђена и њена унутрашњост сређена, уз обнову двадесетак надгробних споменика. Планирано је и да се у централном делу подигне споменик свим Јеврејима, који су некада живели у овом граду.